# 8289 An-Eefje
8289 An-Eefje este o planetă minoră (asteroid) din centura de asteroizi. A fost descoperită pe 3 mai 1992 la Observatorul European Austral de Henri Debehogne și a fost numită după An Marchal⁠(d). 
Obiectul prezintă o orbită caracterizată de o semiaxă mare de 2,1920917 UAi, o excentricitate de 0,15, o înclinație de 2,52647 ° în raport cu ecliptica.